# John Segrave (2e baron Segrave)
Pour les articles homonymes, voir John Segrave.
John Segrave (1256 - 1325), 2e baron Segrave (en), est un noble anglais ayant combattu au cours de la Première guerre d’indépendance de l'Écosse. Il commande l'armée anglaise lors des batailles de Roslin et de Happrew. Il est également impliqué dans l'exécution de William Wallace et est chargé de disperser ses restes en Écosse.

## Biographie

### Jeunesse et début de carrière sous Édouard Ier
Né aux alentours du 20 juillet 1256, John Segrave est le fils et héritier de Nicolas Segrave et de Maud de Lucy. En 1270, il épouse Christiane, fille de Hugh de Plescy et d'Isabel Biset. La dot de Christiane inclut notamment le manoir de Stottesdon, situé dans le Shropshire. Parallèlement, la sœur de John, Amabel, épouse John, le fils d'Hugh de Plescy. À la suite du décès de son beau-père, John Segrave reçoit la tutelle de ses terres en attendant que John de Plescy atteigne sa majorité.
En 1277 et 1282, Segrave combat au cours de deux campagnes militaires menées par le roi d'Angleterre Édouard Ier contre le prince de Galles Llywelyn ap Gruffudd. En octobre 1287, il se rend en Irlande et nomme pendant ce temps deux procurateurs pour le représenter dans ses domaines anglais. Le 6 août 1291, il reçoit d'Édouard Ier des lettres de protection pendant un an alors qu'il se rend en Écosse en son nom. C'est dans ce royaume que Segrave se distinguera particulièrement et atteindra l'acmé de sa carrière. 
La mort de son père Nicolas en 1295 permet à John Segrave d'hériter à 39 ans de vastes possessions en Angleterre. Il est convoqué pour la première fois au Parlement en novembre 1296 sous le titre de baron Segrave (en), détenu auparavant par son père. Le 14 janvier 1297, Segrave est l'un des magnats qui assistent au Parlement tenu à York, lors duquel une prochaine expédition militaire en Écosse est envisagée. La même année, Segrave entre au service de Roger Bigot, 5e comte de Norfolk, qui est l'un des plus ardents leaders de l'opposition baronniale au roi. En retour, il obtient du comte de Norfolk la cession du manoir de Lodene, situé dans le Norfolk. Pendant la crise qui émerge à l'été 1297 entre le roi et Bigot, Segrave est convoqué par le roi le 1er juillet à Londres pour l'accompagner en Flandre et profite de sa présence à la cour pour y représenter Bigot, officiellement absent pour raisons de santé. Pour désamorcer les tensions avec Bigot, Édouard Ier accorde des lettres de protection à ses partisans le 28 décembre 1297, dont à Segrave.

### Campagnes en Écosse
Segrave accompagne le roi lors de sa nouvelle expédition militaire en Écosse en 1298, où William Wallace a réussi l'année précédente à écraser les Anglais lors de la bataille du pont de Stirling. Il est ainsi présent lors de l'éclatante victoire d'Édouard Ier à Falkirk. En 1299, il est à nouveau appelé par le roi pour le rejoindre en Écosse. En 1300, il participe au siège de Caerlaverock, où il se distingue particulièrement. En février 1301, Segrave est l'un des barons présents au Parlement tenu à Lincoln qui signent la fameuse lettre des barons adressée au pape Boniface VIII. Le 5 août 1302, il est nommé connétable du château de Berwick. Le 29 septembre suivant, il reçoit l'ordre de mener une incursion en Écosse jusqu'à Stirling et Kirkintilloch. En novembre, la trêve négociée avec les Écossais prend fin et Segrave reçoit la gestion de l'Écosse.
Le 24 février 1303, premier jour du Carême, Segrave est attaqué, ainsi que les hommes sous ses ordres, par une petite armée écossaise lors d'une embuscade tendue à Roslin, près d'Édimbourg. Grièvement blessé, il est capturé par les Écossais avec une vingtaine d'autres chevaliers. Il est toutefois rapidement sauvé par les quelques hommes de son armée qui ont réussi à s'enfuir. Par la suite, il pourchasse William Wallace, qu'il défait en février 1304 lors de la bataille de Happrew. Segrave continue à servir Édouard Ier en Écosse lorsque le roi vient en personne recevoir la soumission des derniers Écossais. Il assiste au siège du château de Stirling qui capitule le 24 juillet 1304 et, à la suite du départ du roi, est nommé justicier et capitaine du roi au sud du Forth.
La résistance écossaise aux Anglais semble annihilée en 1304, à la suite de la chute de Stirling. Segrave reçoit la charge d'administrer les territoires conquis par les Anglais et de traquer William Wallace, qui refuse de se soumettre au roi. Le 5 août 1305, Wallace est trahi et capturé par John de Menteith, qui le livre à Segrave. Ce dernier accompagne le rebelle écossais à Londres, qu'ils atteignent le 22 août. Le 18, Édouard Ier a nommé Segrave à la tête de la cour spécialement créée pour juger Wallace. Chargé de garder Wallace pendant son emprisonnement, il prononce officiellement la sentence d'exécution le 23 août qui a lieu immédiatement. À la suite de la mort de Wallace, Segrave emmène ses restes en Écosse. Le 25 octobre 1305, Segrave reçoit sa solde, ce qui peut peut-être être interprété comme la fin de sa charge de gardien de l'Écosse. En mai 1306, il est à nouveau convoqué à Carlisle pour accompagner le roi lors d'une énième expédition en Écosse, où Robert Bruce s'est autoproclamé roi.

### Sous Édouard II
Sous le règne d'Édouard II, Segrave retrouve de nouveaux postes officiels. Lors des premiers mois du nouveau règne, à l'automne 1307, il est nommé justicier des forêts situées au sud de la Trent et connétable du château de Nottingham. Le 10 mars 1309, il est nommé gardien d'Écosse et obtient la création d'une suite personnelle de 60 hommes d'armes. Le 10 avril 1310, cette nomination est renouvelée. Pourtant, l'Écosse est petit à petit reconquise par Bruce et la tâche de Segrave ne se limite en réalité qu'à assurer la défense de la frontière anglaise. Il est possible qu'il n'ait été en fait que gardien des Marches écossaises dans le secteur de Berwick. Mais la trêve négociée entre Bruce et Édouard II qui s'étend entre novembre 1309 et le printemps 1310 limite les efforts de Segrave.
Segrave adhère à la fronde des barons qui ne tolère plus la présence du favori Piers Gaveston auprès du roi. En conséquence, les postes de Segrave accordés en 1307 lui sont retirés et donnés à Gaveston. Le favori voit ces marques de faveur renouvelées en avril 1312, deux mois avant son exécution par les barons rebelles. Le 4 septembre 1312, Segrave reçoit la fonction de gardien des forêts de la Trent. En 1314, il accompagne le roi lors de sa spectaculaire invasion de l'Écosse qui se solde par une défaite retentissante à Bannockburn le 24 juin. À la suite de ce désastre, Segrave retourne en précipitation vers Carlisle : en chemin, il fait une halte à Bothwell, où le shérif écossais qui y siège change d'allégeance en apprenant le triomphe de Robert Bruce et livre les fugitifs au vainqueur.
Segrave demeure en captivité jusqu'à la fin de l'année 1314, lorsqu'il est libéré à la suite d'un échange avec des prisonniers écossais et le paiement d'une importante rançon. L'accord a été négocié par son fils aîné Stephen. La garde du château de Derby lui est accordée quelques mois plus tard par le roi. Le 14 juillet 1316, Édouard II lui accorde une aide financière de 1,000 £ afin de subvenir à ses besoins, ses revenus s'étant considérablement affaiblis depuis le paiement de sa rançon. En août 1318, Segrave est l'un des barons présents lors de la signature du traité de Leake, qui garantit la réconciliation d'Édouard II avec son cousin Thomas de Lancastre, chef de l'opposition baronniale. Le 30 novembre 1321, il est toutefois chargé par le roi de lever des troupes dans le Warwickshire, le Leicestershire, et le Staffordshire, lorsque le roi part en campagne militaire contre le comte de Lancastre qui s'est rebellé. La guerre civile s'achève en mars 1322 par la défaite et l'exécution du comte.

### Décès
Le 16 juillet 1324, Segrave est nommé, aux côtés de Fulk FitzWarin, capitaine des troupes envoyées en renfort à Edmond de Woodstock en Aquitaine. Le duché doit en effet faire face à une invasion française difficilement contenable. L'armée anglaise commandée par Woodstock ne parvient pourtant pas à résister aux offensives de Charles de Valois et, à la suite du siège de La Réole, une trêve est conclue le 22 septembre. La défaite anglaise pousse Édouard II à temporiser et à demander la paix, que Woodstock part négocier à Paris. De son côté, Segrave reste auprès de l'administration anglaise d'Aquitaine quelque temps avant de rentrer en Angleterre, où il meurt entre le 8 mai et le 4 octobre 1325.

## Descendance
De son union avec Christiane de Plescy, John Segrave a eu trois enfants :
- Christiane Segrave
- Stephen Segrave
- John Segrave

Son épouse lui survit au moins jusqu'en 1331. Son fils aîné et héritier Stephen meurt quelques mois après lui, avant le mois de décembre 1325.